# 알베르토 루포

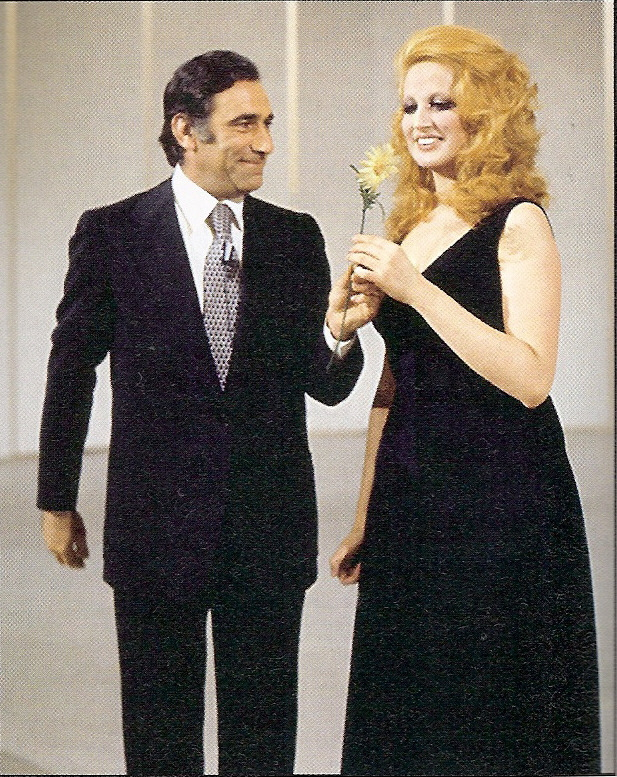

알베르토 루포(Alberto Lupo, 1924년 12월 19일 ~ 1984년 8월 13일)는 이탈리아의 배우이다.
제노바에서 태어났으며 산펠리체치르체오에서 사망하였다.

## 영화
- 히 후 슈우트 퍼스트 (1966년)
- 아거니 앤 엑스터시 (1965년)
- 미녀 헬렌과 파라온 (1964년)
- 애텀 에이지 뱀파이어 (1960년)
- 마라톤의 거인 (1959년)